# Brookesia perarmata
Brookesia perarmata är en ödleart som beskrevs av  Angel 1933. Brookesia perarmata ingår i släktet Brookesia och familjen kameleonter. IUCN kategoriserar arten globalt som starkt hotad. Inga underarter finns listade.